# 天津理工大学华信软件学院

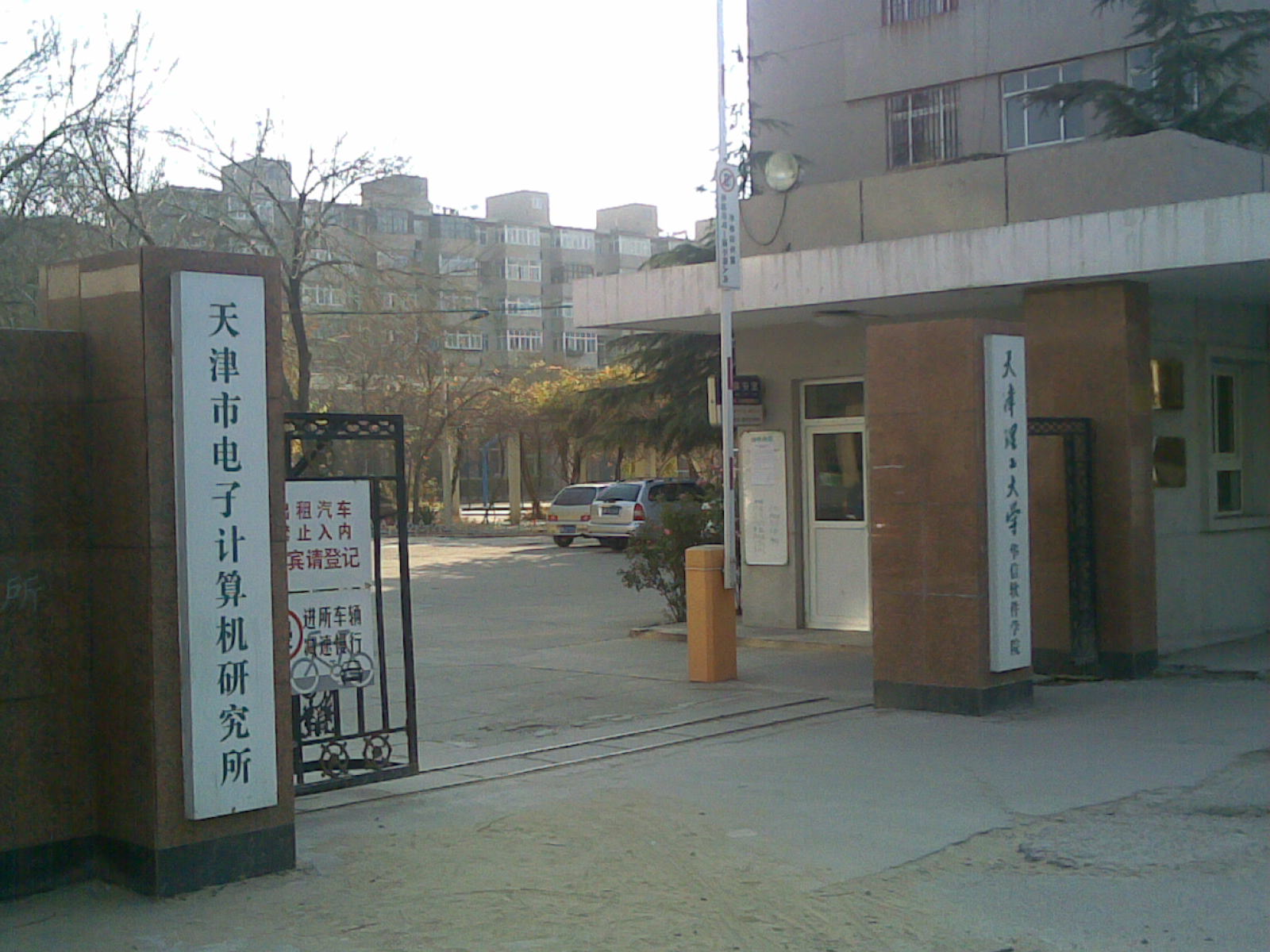
华信软件学院正门

天津理工大学华信软件学院是由天津理工大学与天津市电子计算机研究所联合创办的大学二级学院。前身为改名前的天津理工学院计算机二系。

## 开设专业
软件工程系

## 主要课程
C语言程序设计  C++语言程序设计  JAVA语言程序设计 离散数学 数据结构 汇编语言 操作系统 软件工程导论 数据库原理 面向对象设计与UML建模 信息系统分析与设计 计算机网络技术 编译原理

## 学院地点
天津市河西区宾馆南道五号